# Unter dem Milchwald (Film)
Unter dem Milchwald ist ein britischer Spielfilm von Regisseur Andrew Sinclair aus dem Jahre 1971. Der Film ist eine Adaption des 1953 uraufgeführten Hörspiels Unter dem Milchwald (Hörspiel) von Dylan Thomas und wurde für die kurzlebige Filmgesellschaft Timon Productions produziert.

## Handlung
Schauplatz ist ein walisisches Fischerdorf namens Llareggub. Im Mittelpunkt des Films, dessen Handlung sich auf einen einzigen Tag beschränkt, steht eine Vielzahl von Charakteren, deren Hoffnungen und Träume sich dem Publikum in einer schnellen Abfolge heiterer und lyrischer Dialoge entfalten. Da ist zum Beispiel Captain Cat, ein blinder ehemaliger Seekapitän, der von seinen toten Seekameraden träumt. Die Schneiderin Myfanwy Price träumt davon, den Tuchhändler Mog Edwards zu heiraten, der ihre Gefühle erwidert, sich ihr aber nur in Briefen nähern darf. Die Pensionswirtin Mrs. Ogmore-Pritchard ist eine mehrfache Witwe, die von ihren verstorbenen Männern träumt und sich weigert, Gäste aufzunehmen, weil die Lebenden das Haus schmutzig machen könnten.

## Produktion und Rezeption
Der Film basiert auf Dylan Thomas’ berühmtestem Werk, das seine Uraufführung 1953 in Form einer Bühnenlesung im New Yorker Poetry Center hatte. Als Hörspiel wurde es, von der BBC produziert, erstmals im Januar 1954 gesendet, mit Richard Burton in der Rolle des ersten Erzählers. Dylan Thomas war ein Autor, den Burton besonders verehrte.
Für den vielseitigen britischen Künstler und Historiker Andrew Sinclair (Jahrgang 1935), der auch Autor einer Dylan-Thomas-Biografie ist, war Unter dem Milchwald erst die zweite Regiearbeit. Sein vorangegangener Film, die Komödie The Braking of Bumbo (1970), hatte es nach der Uraufführung nicht bis zu einer Kinoauswertung geschafft.
Die Dreharbeiten für den Film, der in Farbe und 35 mm produziert ist, fanden in Lower Town, Pembrokeshire statt. Elizabeth Taylor, für die dies der neunte gemeinsame Film mit Richard Burton war, erschien nur in einer kleinen Rolle.
Unter dem Milchwald wurde am 25. August 1971 auf dem Filmfest in Venedig uraufgeführt.
Ästhetisch litt der Film, wie Vincent Canby von der New York Times bemerkte, am Scheitern des Versuchs, die Hörspielvorlage für das visuelle Medium Film zu adaptieren.